# Tagesgrad
Tagesgrad, kurz TG, gibt bei Fischen und im Wasser lebenden Mollusken die Zeit von der Befruchtung der Eizelle, über das Larvenstadium bis hin zum fertigen Jungtier unter Berücksichtigung der durchschnittlichen Wassertemperatur in Grad Celsius an. Die Berechnung der tatsächlichen Entwicklungszeit in Tagen erfolgt nach der Formel „Tagesgrade geteilt durch Wassertemperatur“. Beispiel Regenbogenforelle: Die Entwicklung dauert 380 Tagesgrade, also bei 10 °C 38 Tage, bei 5 °C doppelt so lange.

## Liste
Tagesgrade von einigen Fischarten
| Fischart          | Tagesgrade |
| ----------------- | ---------- |
| Äsche             | 160–200    |
| Bachforelle       | ~ 420      |
| Brassen           | 60–70      |
| Hecht             | 130–140    |
| Karpfen           | 60–80      |
| Lachs             | 415–500    |
| Meerforelle       | ~ 410      |
| Quappe            | 120–140    |
| Regenbogenforelle | ~ 380      |
| Zander            | ~ 110      |